# Phantasmagoria and Other Poems
Phantasmagoria and Other Poems ist eine Gedichtsammlung von Lewis Carroll. Erstmals erschien sie 1869 bei Macmillan Publishers. Sie bildet auch die Grundlage für die beiden weiteren Gedichtsammlungen Rhyme? And Reason? und Three Sunsets and Other Poems, in denen die meisten Gedichte dieser Sammlung nachgedruckt wurden.

## Inhalt
Das Buch ist ein zwei Teile geteilt. Der erste Teil enthält dabei die eher komischen Gedichte, der zweite die ernsten, darunter auch einige Liebesgedichte.

### Teil 1
Phantasmagoria
Dieses Gedicht ist das längste Gedicht von Lewis Carroll. In seinen sieben Cantos erzählt es von einem Mann, der als Ich-Erzähler berichtet, wie er eines Abends von einem Gespenst besucht wird. Es entwickelt sich eine längere Unterhaltung zwischen ihnen, bei denen das Gespenst viel über das Gespensterleben berichtet. Doch schließlich stellt das Gespenst verärgert fest, dass es das falsche Haus besucht hat. Am nächsten Morgen erwacht der Ich-Erzähler und fragt sich, ob er die Begebenheit nur geträumt hat.
A Valentine
Ein Gedicht über Freundschaft, das Carroll ursprünglich für einen Freund schrieb, der meinte Carroll freue sich zwar ihn zu sehen, würde ihn aber auch nicht vermissen, wenn er fort bliebe.
A Sea Dirge
Das Gedicht behandelt die Nachteile eines Lebens an der See.
Ye Carpette Knyghte
Ein Gedicht in pseudo-mittelalterlichem Englisch.
Hiawatha’s Photographing
Auf die Melodie des Liedes The Song of Hiawatha erzählt Carroll von einem Fotografen namens Hiawatha, der eine Familie besucht, um dort Porträt- und Gruppenfotos anzufertigen.
The Lang Coortin’
Das Gedicht handelt von einem Mann, der seiner Angebeteten viele Jahre lang Liebesbeweise erbringt, sie jedoch ignoriert ihn.
Melancholetta
Der Erzähler versucht seine deprimierte Schwester aufzuheitern, scheitert aber mit seinen Bemühungen.
The Three Voices
Eine Parodie auf Tennysons The Two Voices.
A Doble Acrostic
Das doppelte Akrostichon ist ein Rätsel, in dem jede Strophe ein Wort umschreibt, die jeweils ersten und letzten Buchstaben ergeben die beiden Lösungsworte.
Size and Tears
Ein Gedicht über Zwietracht zwischen einem dünnen und einem dicken Mann.
Poeta fit, non nascitur
Gedicht über die Kunst des Gedichteschreibens
Atalanta in Camden-Town

The Elections to the Hebdomadal Council
Ein satirisches Gedicht über die Universitätspolitik in Oxford.

### Teil 2
The Valley of the Shadow of Death
Carroll verarbeitete in diesem Gedicht das Ende seiner Beziehung zu Mrs. Liddell.
Beatrice

Lines
Ein Akrostichon, das die Namen der drei Liddell-Schwestern Lorina, Alice und Edith ergibt.
The Path of Roses
Ein Gedicht über Florence Nightingale, das kurz nach dem Krimkrieg entstand.
The Sailor’s Wife
Die Frau eines Seemanns hat in einer stürmischen Nacht die Vision, dass ihr Mann Schiffbruch erleidet. Doch mit dem anbrechenden Tag zieht der Sturm ab und ihr Mann kehrt nach Hause zurück.
Stolen Waters

Stanzas for Music

Solitude
Ein Gedicht, das die Einsamkeit im Wald lobt.
Only a Woman’s Hair
Der Titel des Gedichts stammt aus The Life of Dean Swift, wo erwähnt wird, dass man nach seinem Tod eine Locke mit diesen Worten fand.
Three Sunsets

Christmas Greetings
Gute Wünsche für Weihnachten und das neue Jahr.
After Three Days
Dieses Gedicht schrieb Carroll, nachdem er Holman Hunts Gemälde The Finding of Christ in the Temple gesehen hatte, es behandelt also die Auffindung im Tempel.
Faces in the Fire
Der Ich-Erzähler sieht beim Betrachten eines Feuers darin das Gesicht einer alten Freundin, bis das Feuer schließlich erlischt.

## Werksgeschichte
Phantasmagoria and Other Poems ist Lewis Carrolls erste Gedichtsammlung. Ursprünglich wollte er sie von George du Maurier illustrieren lassen, doch dazu kam es nicht. Phantasmagoria enthält viele Gedichte, die bereits zuvor in verschiedenen Zeitschriften – darunter auch Familienmagazine der Familie Dodgson – veröffentlicht wurden, aber auch einige neue Gedichte.
Unter dem Titel Rhyme? And Reason? erschien 1883 eine weitere Gedichtsammlung. Sie enthält den ersten Teil mit einigen Änderungen und zusätzlich die Nonsensbalade The Hunting of the Snark. Die Gedichte erscheinen in leicht geänderter Reihenfolge und teilweise überarbeitet, das doppelte Akrostichon ist um ein weiteres und zwei Scharaden ergänzt, The Elections to the Hebdomadal Council fehlt, es wurde später in Notes by an Oxford Chiel nachgedruckt. Dafür gibt es vier neue Gedichte: Echoes, Tèma Con Variazióni (Carroll verwendet vier Zeilen aus Thomas Moores Gedicht The Fire-Worshippers aus Lalla Rookh und ergänzt jede mit drei eigenen Zeilen, sodass sich ein neues Gedicht mit vier Strophen ergibt), A Game of Fives und Fame’s Penny-Trumpet (ein kritisches Gedicht gegen Vivisektion). Mehrere Gedichte wurden für die Neuausgabe überarbeitet. Die Illustrationen zum Snark stammen von Henry Holiday, für die anderen Gedichte fertige Arthur Burdett Frost Illustrationen an.
Der zweite Teil erfuhr in der dritten Gedichtsammlung Three Sunsets and Other Poems 1898 ebenfalls in überarbeiteter Form einen Nachdruck, illustriert von Gertrude Thomson mit Feenbildern ohne inhaltlichen Bezug. Diese Sammlung enthält zusätzlich die Gedichte Far Away und A Song of Love aus Sylvie und Bruno sowie A Lesson in Latin und Puck Lost and Found. Die Gedichte Lines und Christmas Greetings fehlen dagegen.
Spätere Ausgaben von Phantasmagoria and Other Poems enthalten nur noch den ersten, überarbeiteten Teil, stimmen also mit Rhyme? And Reason? überein, nur The Hunting of the Snark fehlt.
Das Werk wurde auch in viele andere Sprachen übertragen, darunter Deutsch, Französisch und Spanisch.

## Ausgaben
- Rhyme? And Reason? im Project Gutenberg  (1883).
- Three Sunsets and Other Poems im Project Gutenberg  (1898).
- Phantasmagoria and Other Poems im Project Gutenberg  (1911).
- Phantasmagorie. Ins Deutsche übertragen von Dieter H. Stündel. Machwerk-Verlag Siegen, 1981. ISBN 3-922524-00-1. (enthält nur einen Teil der Gedichte aus Teil 1)
- Literarische Werke – 2. Misch & Masch: Erzählungen und Gedichte. Ins Deutsche übertragen von Dieter H. Stündel. Häusser Verlag, Darmstadt, 1996. ISBN 3-89552-014-4. (enthält neben anderen Werken auch fast alle Gedichte aus Phantasmagoria and Other Poems)